# Medweże Wuszko
Medweże Wuszko (ukr. Медвеже Вушко) – wieś na Ukrainie, w obwodzie winnickim, w rejonie winnickim, w hromadzie Ahronomiczne. W 2001 liczyła 1753 mieszkańców.